# 色丹水道
座標: 北緯44度25分 東経146度45分 / 北緯44.417度 東経146.750度

北方地域周辺における色丹水道の位置

色丹水道（しこたんすいどう、ロシア語名:シュパンベルク海峡、Пролив Шпанберга）は、色丹島と歯舞群島の多楽島や海馬島などを隔てる幅約22 kmの海峡（水道）である。水道中央西寄りに天城礁およびカナクソ岩があり、天城礁より東側の13 kmが可航幅である。夏季の上げ潮流は南向き、下げ潮流は北東向きであるが、潮の速さは一定していない。
ロシア語名は、1733年に日本への航路の探検および日本の調査のため、分遣隊長として任命されたデンマーク出身のマルティン・シュパンベルクに由来する。
水道周辺の浅瀬と西側にある岩礁周辺ではコンブが多く収穫される。